# Olof-Palme-Platz

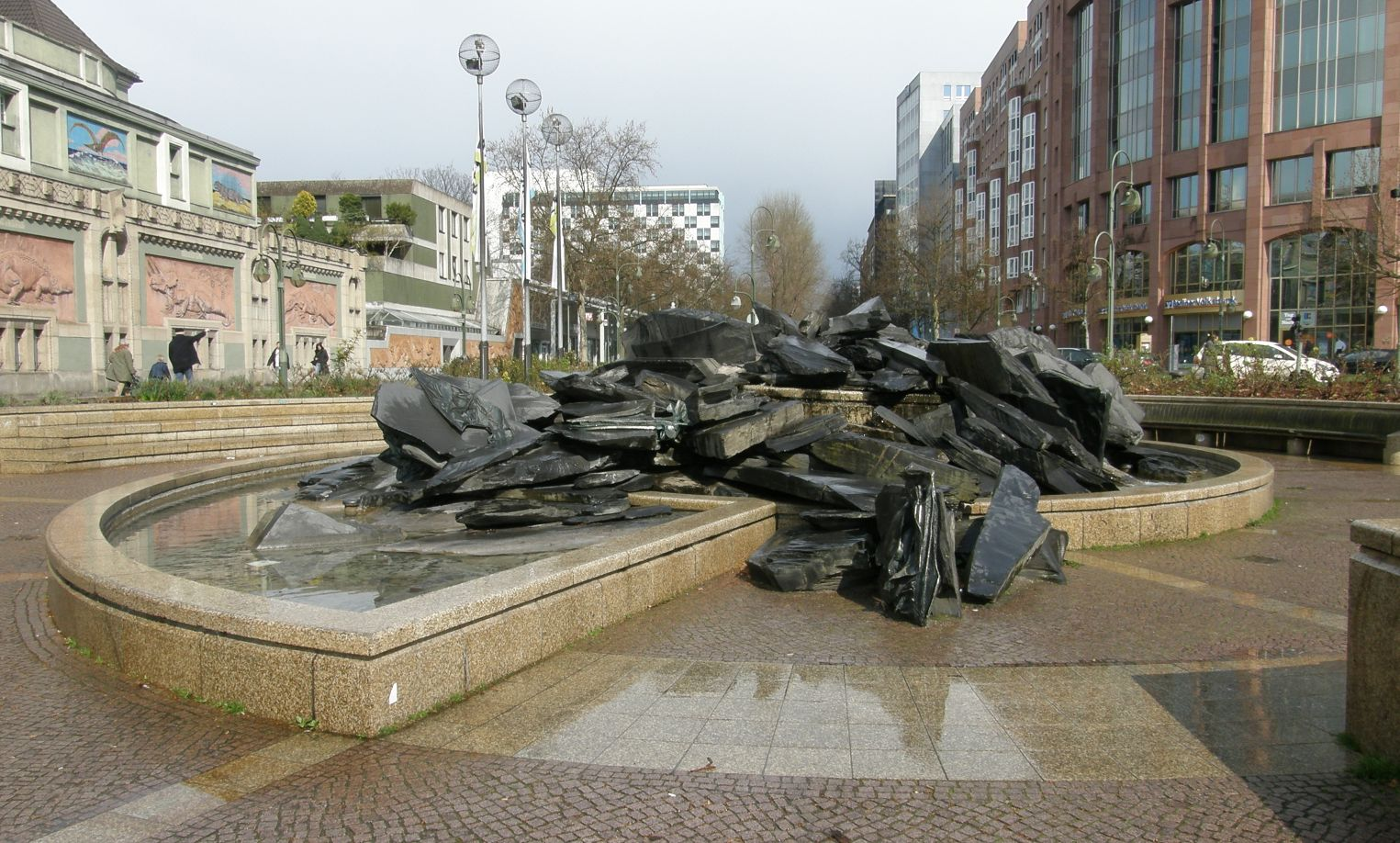

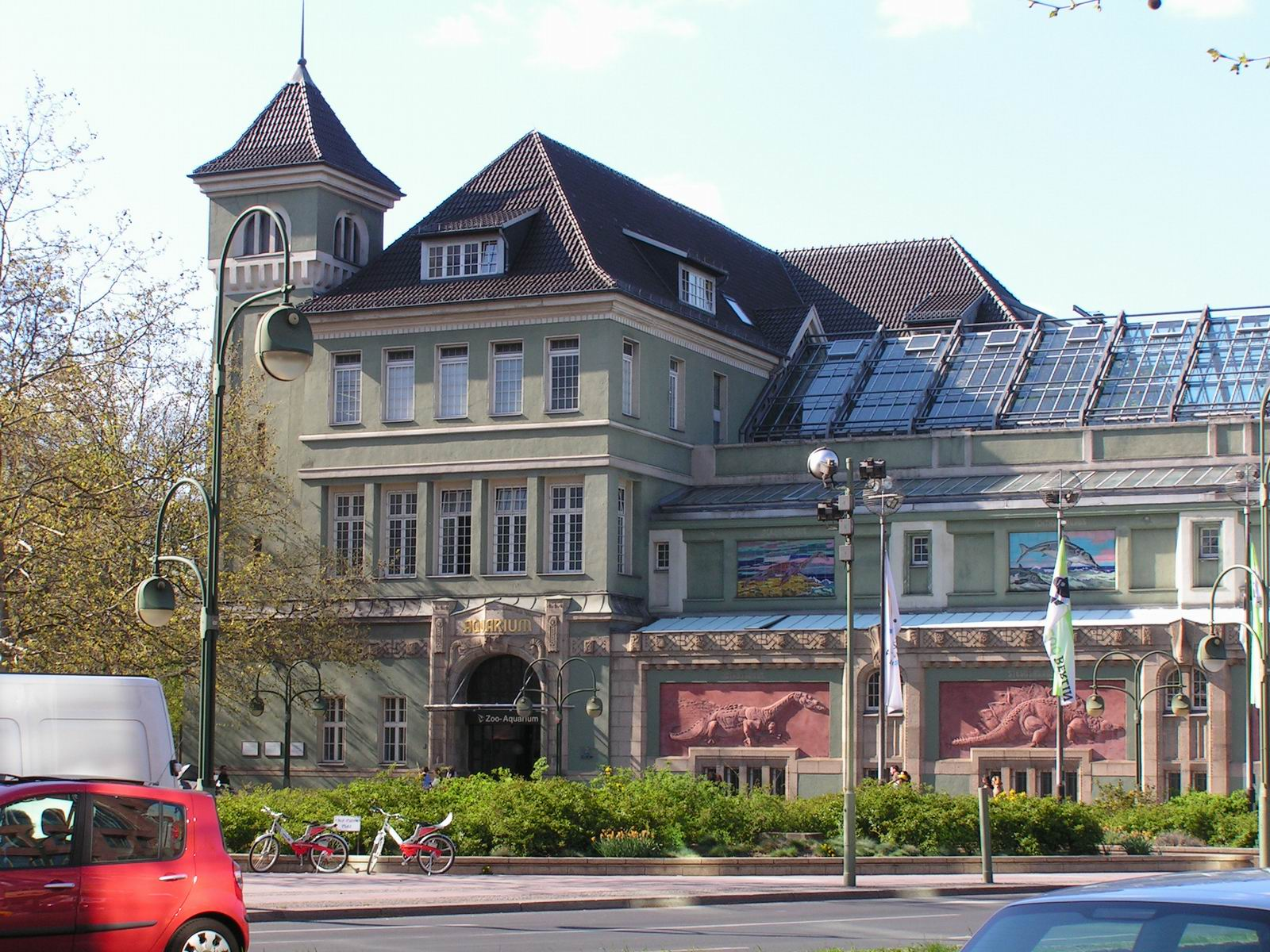
Olof-Palme-Platz framför Berlin Zoo

Olof-Palme-Platz är ett litet torg i stadsdelen Tiergarten i Berlin, som sedan 1991 bär Olof Palmes namn. Platsen är en korsning för gatorna Kurfürstenstrasse, Budapester Strasse och Nürnberger Strasse och hade innan 1991 inget namn. Den bildar området framför ingångarna till Berlins zoo och akvariet.

## Historia
Fram till 1925 räknades gatan längs Berlins zoos södra utkant som den östra delen av Kurfürstendamm, men detta år gavs sträckan mellan Landwehrkanal och Breitscheidplatz istället namnet Budapester Strasse. Före 1980-talet fanns ingen öppen plats här, utan Budapester Strasse gick rakt förbi ingången till Berlins zoo – Elefantporten. Den ursprungliga ingångsportalen hade förstörts under andra världskriget, men återställdes i början av 1980-talet. 
Åren 1985–1987 anlades en öppen plats utanför ingången genom att leda om trafiken runt det lilla torg, som bildats i korsningen, och i mitten skapades den spiralformade Ammonitenbrunnen. Brunnen har måtten 2,50 × 11 × 17 meter och består av 165 skifferplattor och 13 bronsskulpturer med dekorationer, som påminner om fossila utdöda livsformer. Brunnen invigdes 29 maj 1987 av drottning Elizabeth II av Storbritannien under ett besök i vad som då var den brittiska ockupationssektorn i Västberlin. År 1991 uppkallades det dittills namnlösa torget efter den mördade svenska statsministern Olof Palme i samband med femårsminnet av hans död.